# Lusapho April
Lusapho April född 24 maj 1982 är en sydafrikansk långdistanslöpare.
April deltog vid Olympiska sommarspelen 2012, där han tävlade i maraton och slutade på 43:e plats.